# 국도 제21호선 (일본)
국도 제21호선(일본어: 国道21号)은 일본 기후현 미즈나미시부터 시가현 마이바라시에 이르는 총 연장 101.4km의 일본의 일반 국도이다.

## 주요 경유지
- 기후현
  - 미즈나미시 - 도키시 - 가니군 미타케정 - 가니시 - 미노카모시 - 가모군 사카호기정 - 가카미가하라시 - 기후시 - 하시마군 기난정 - 기후시 - 미즈호시 - 안파치군 안파치정 - 오가키시 - 후와군 (다루이정 - 세키가하라정)

- 시가현
  - 마이바라시